# Bublák-Mofette

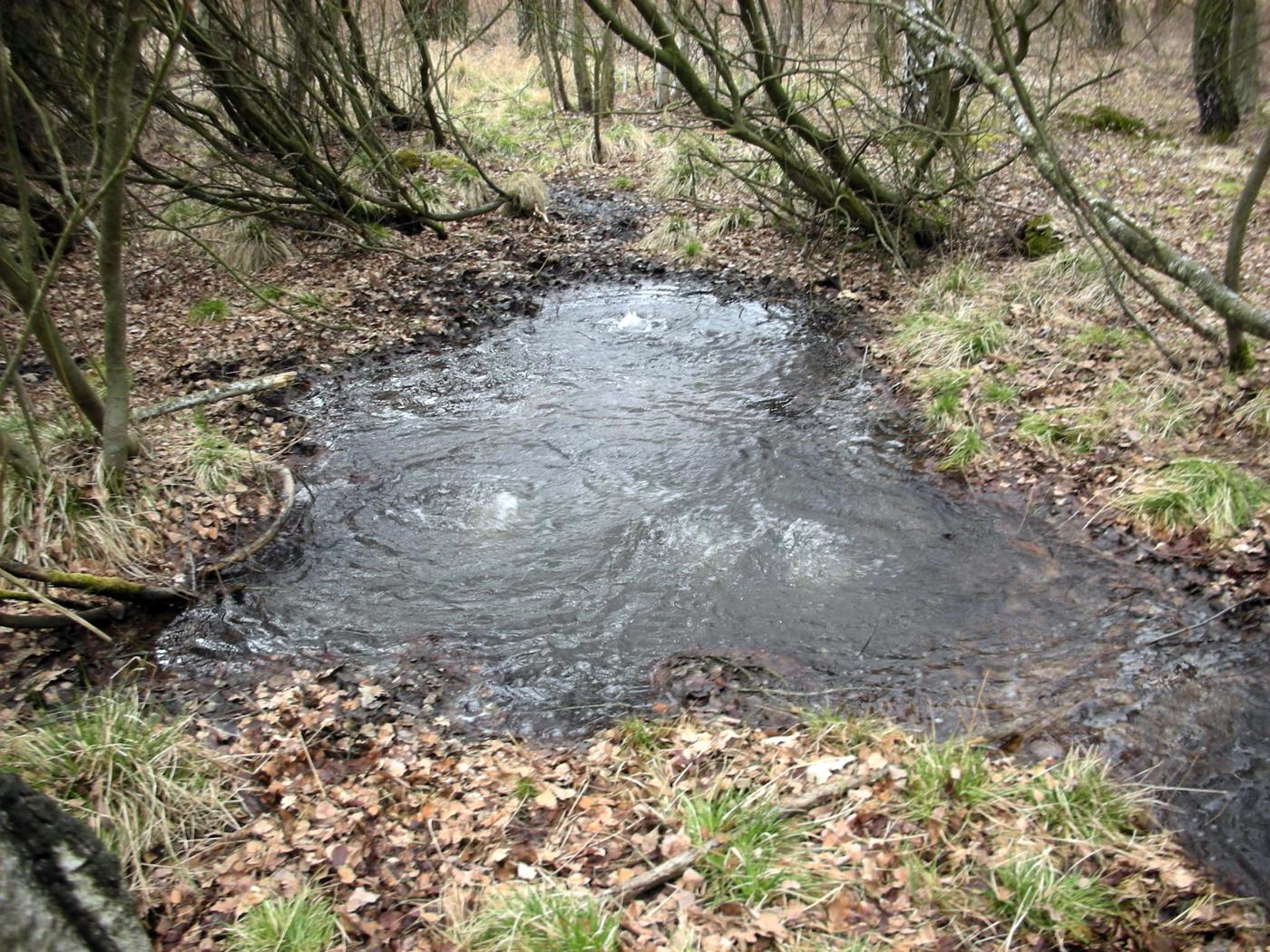
Bublák-Mofette

Die Bublák-Mofette ist eine aktive Mofette in der Nähe des Fleißenbaches zwischen den Orten Milhostov und Vackovec in Tschechien.
In großen Mengen strömt hier Gas ungehindert aus der Tiefe. Das Gas stammt aus aktiven Magmablasen ca. 30 Kilometer unter der Erdoberfläche. Diese Mofette eignet sich bestens für Untersuchungen zu Schwarmbeben und der vulkanischen Aktivität im Egerbecken. Untersuchungen über 10 Jahre zeigen, dass sich die Zusammensetzung des Gases ändert. Dies erlaubt Hinweise auf die vulkanische Aktivität.
Der Weg zur Bublák-Mofette ist nicht beschildert. In Sichtweite (geschätzt 150 m) des ersten Hauses von Vackovec (nördlicher Ortsausgang in Richtung Milhostov) führt neben einem Telefonmast links der Straße ein Pfad (westlich) bergab übers Feld in den Wald und hangabwärts fast geradeaus bis zum Fleißenbach(Plesná) und der Bublák-Mofette an der linken (östlichen) Bachseite.

## Die Mofetten bei Hartousov
Das Mofettenfeld Hartousov befindet sich flussabwärts 1,2 km südlich von Vackovec nahe beim Ort Hartousov. Direkt links und rechts neben der Brücke über den Bach Plesná zwischen den Orten Hartousov und Hnevin. Links der Brücke (Richtung Hnevin) befinden sich die Mofetten im Wald (eher trockene Mofetten), rechts davon in sumpfigem Wiesengelände (Mofetten mit Wasserfüllung) – immer auf der östlichen Seite des Fleißenbaches. Die angrenzende Wiese steht unter Naturschutz und ihr Betreten ist nicht ungefährlich wegen größerer Hohlräume von Gasansammlungen (Kohlendioxid) unter dem Grasbewuchs (Gefahr des Einbrechens).
Vor Ort befindet sich auch neben der Wiese ein Holzhäuschen in dem (tschechische?) Hochschulen dauerhafte Messungen mit stationären Messgeräten durchführen.
Eine ähnliche naturräumliche Situation befindet sich im tschechischen Naturreservat Soos (Národní přírodní rezervace Soos).